# Martin Schmidt (director danés)
Martin Schmidt (Nørresundby, Dinamarca, 25 de mayo de 1961) es un director y asistente danés conocido por dirigir las producciones de las películas: Última hora, Kat y Almas en pena y la serie de televisión 2900 Happiness.

## Biografía
Tom Tykwer nace en la ciudad de Nørresundby, Dinamarca el día 25 de mayo de 1961. Última hora fue probablemente la película que produjo en 1995 a la edad de los 34 años, y seis años después la película Kat en el 2001.
A pesar de ya tener 43 años de vida, produjo la Bag det stille ydre (Almas en pena) en 2004. Se estrenó a mediados del 2005 en su dicho país natal. 

## Filmografía

### Como director

#### Películas
- Última hora (1995)
- Kat (2001)
- Almas en pena (Bag det stille ydre) (2005)

#### Series de televisión
- 2900 Happines (2007)